# Flodhättesnäcka
Flodhättesnäcka, även toppig hattsnäcka, (Ancylus fluviatilis) är en sötvattenslungsnäcka tillhörande familjen Ancylidae. Den har givit namn åt Ancylussjön, ett tidigare sötvattenstadium av Östersjön som fanns för cirka 10 700–8 500 år sedan.

## Kännetecken
Flodhättesnäckan blir mellan 5 och 7 millimeter lång med en form som påminner om en frygisk mössa.

## Utbredning
Flodhättesnäckan har europeisk utbredning och finns även i Sverige, men är ovanlig. Den lever från Götaland upp till södra Norrland i bäckar eller andra strömmande vatten.

## Levnadssätt
Flodhättesnäckan lever i kraftigt strömmande vattendrag med stenig botten.